# 4-Vinylcyclohexendioxid
4-Vinylcyclohexendioxid ist ein cycloaliphatisches Epoxid, das als Monomer zur Herstellung vernetzter Epoxidharze und als Zwischenprodukt zur Synthese organischer Verbindungen industriell verwendet wird.

## Herstellung
4-Vinylcyclohexendioxid wird durch Epoxidierung von 4-Vinylcyclohexen mit Persäure hergestellt.

## Eigenschaften
4-Vinylcyclohexendioxid besitzt eine Viskosität von 15 mPa·s.

## Stereochemie
Das Molekül weist vier Stereozentren auf. Entsprechend gibt es von 4-Vinylcyclohexendioxid 16 Stereoisomere.

Die vier Stereozentren von 4-Vinylcyclohexendioxid